# Udall (Kansas)
Udall város az USA Kansas államában, Cowley megyében. Lakosainak száma 661 fő (2020. április 1.).

## Népesség
A település népességének változása:

| 2010 | 746 |
| 2020 | 661 |